# Мадагаскарская малая кукушка
Мадагаскарская малая кукушка  (лат. Cuculus rochii) — один из видов рода кукушек в семействе Cuculidae.

## Описание
Этот вид — маленькая, стройная кукушка, длиной около 28 см.

## Распространение

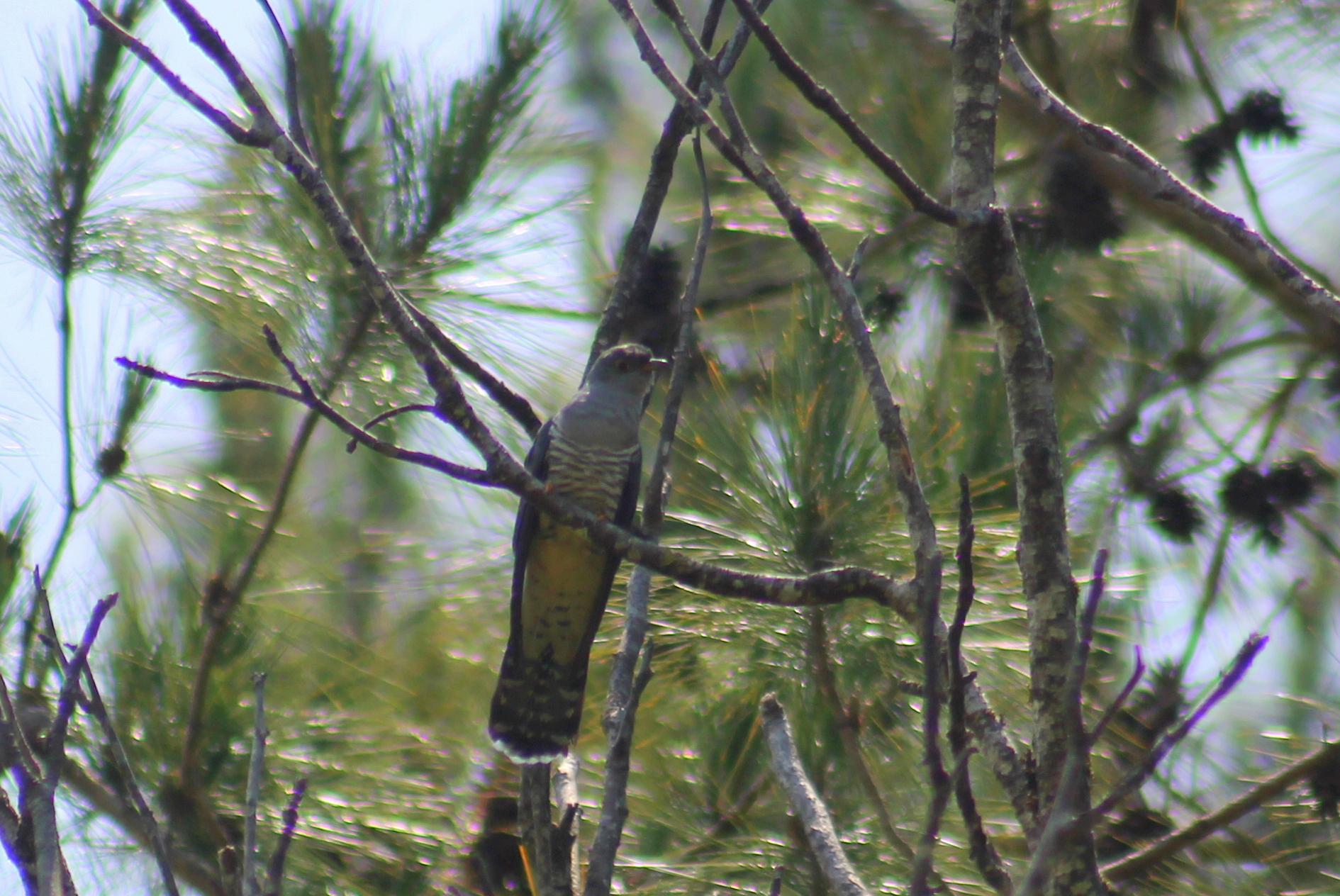
C. rochii в нац. парке Андасибе-Мантадья

Хотя она размножается только на Мадагаскаре, вне сезона размножения она может быть встречена в ряде региона Великих Африканских озер и на островах Индийского океана: Бурунди,  Малави, Руанда, Южная Африка, Уганда, Замбия, север Мозамбика, западная Танзания, Кения и восточный Заир.
Населяет различные типы леса, включая предгорья и горные леса до высоты 1800 м.

## Гнездовая биология

### Виды-воспитатели
Частота "заражённости" гнёзд Cisticola cherina яйцами мадагаскарской малой кукушки составила 4,8% (10 яиц кукушки на 210 кладок), в гнёздах Neomixis tenella — 2% (1 яйцо на 50 гнёзд), в гнёздах Terpsiphone mutata — 12,5% (1 яйцо на 8 гнёзд).
Кроме того в качестве видов-воспитателей отмечались Cisticola madagascariensis, Calamocichia newtoni, Cinnyris souimanga, Nesillas typica, Ellisia madagascariensis, Zosterops madagascariensis, Neomixis tenella, Nectarinia souimanga.

### Яйца
Яйца белые или желтоватые, иногда розоватые с тёмно-коричневыми или рыжими крапинками, образующими венчик на тупом конце. По окраске яйца кукушки  обычно не совпадают с яйцами хозяев. Размеры яиц 18.5х10 мм, масса скорлупы 0.12 г (n=35).